# Antonia Mesina
Beata Antonia Mesina (Orgosolo, Cerdeña, 21 de junio de 1919 - 17 de mayo de 1935), fue una adolescente italiana laica, beatificada por el papa Juan Pablo II el 4 de octubre de 1987.

## Vida
Segunda de los diez hijos de una humilde familia de campesinos, solamente estudió cuatro años debido a que fue sacada de la escuela para dedicarse a las labores del hogar en la casa familiar, ya que su madre de nombre Grazia se encontraba postrada en cama por padecimientos cardiacos.
Conoció la Acción Católica a los diez años, en la que participó activamente como miembro y reclutando a otras personas.
El 17 de mayo de 1935 poco antes de cumplir dieciséis años, al ir a recoger leña al campo acompañada de una amiga, fue atacada por un adolescente de las cercanías que pretendía violarla, la amiga corrió por ayuda. Antonia forcejeó con el atacante y logró evadirlo en dos ocasiones, pero a la tercera fue golpeada con una piedra en la cabeza y la cara, cayendo herida mortalmente; agonizante siguió resistiéndose al violador. Los exámenes médicos posteriores determinaron que la violación no llegó a consumarse y por tanto, nunca perdió su virginidad.
Por esa forma de morir, es considerada mártir de la pureza. Fue beatificada el 4 de octubre de 1987 por el papa Juan Pablo II en la Ciudad del Vaticano. Su fiesta se celebra el 17 de mayo.